# Albert Winqvist
Albert Carl Gustaf Winqvist, född den 8 april 1885, död den 28 juli 1941, var en svensk diplomat.
Efter att ha varit verksam som exportköpman blev Winqvist handelsattaché i Venezuela, Colombia, Centralamerika, Västindien och Mexiko 1921, handelsråd i Madrid och Lissabon 1926 och legationsråd i Peru, Bolivia, Ecuador, Colombia och Venezuela 1931. Han tjänstgjorde i Främre Orienten från 1936, men återvände till Latinamerika som chargé d'affaires i Venezuela 1938. Winqvist blev riddare av Vasaorden 1924 och av Nordstjärneorden 1930.